# Svenskt Flyg
Svenskt Flyg är en intresseorganisation inom Sverige med syfte att stärka förtroendet för det kommersiella flyget och flygindustrin. Svenskt Flyg arbetar med branschfrågor även ur ett europeiskt perspektiv. Föreningen bildades 1994 då flyget expanderade och avreglerades och Sverige var på väg att anslutas till den Europeiska Gemenskapen. Föreningens engelska namn är Swedish Air Transport Association.
Svenskt Flyg vill öka förståelsen för behovet av flygförbindelser i många delar av Sverige, där man inte med markbaserade transportmedel kan nå främst Stockholm under en dagsresa. Svenska staten subventionerar flyglinjer och regionala flygplatser främst i norra Sverige för att öka nåbarheten. Inrikesflyget i Sverige hade sin topp 1990 och sedan dess har resandet gradvis minskat vilket gjort att främst mindre orter har fått svårighet att behålla sin flygtrafik, främst till Stockholm. Högre kostnader inklusive flygskatt (2018), färre regionala flygbolag och minskad tillverkning av mindre regionala flygplan har minskat möjligheten att flyga till mindre orter.
Svenskt Flyg arbetar också aktivt med flygets miljö och klimatfrågor. Flyget utgör globalt cirka 2,6 procent av de antropogena koldioxidutsläppen. Föreningen har deltagit aktivt i utredningen som har föreslagit så kallad reduktionsplikt, det vill säga att biobränsle måste blandas in i den flygfotogen som säljs på svenska flygplatser. Detta förväntas införas 2021 och nå 30 procent 2030 vilket kommer att göra att Sverige ligger främst i världen av flygets klimatanpassning. Vätgas (bränslecell eller gasturbin) och elektrobränsle är andra tänkbara framtida bränslen för flyget.
Svenskt Flyg är också med som flygbranschen i Fossilfritt Sverige som regeringen tillsatte 2015, och har tagit fram Färdplanen för Flyget. Flygets klimatomställning är avgörande för flygets framtid.
Medlemmar är de stora aktörerna i ”flygsverige”, däribland de flesta svenska flygplatser - kommunala regionala flygplatser såväl som de inom Swedavia - flygbolag med omfattande trafik i Sverige såsom BRA, Norwegian och KLM, Luftfartsverket (LFV) som är ansvarigt för luftrummet, samt de större flygindustrierna i Sverige; GKN i Trollhättan och Saab AB i Linköping. Flygindustrin i Sverige är verksam inom ett stort antal områden, och mellan 1984 och 1999 producerade Saab över 500 regionalflygplan. Idag är man leverantör till de stora tillverkarna av motorer och flygplan i Europa och USA, men tillverkar också utrustning till flygfältsdrift och kontroll av luftrummet. Dessutom tillverkas militär utrustning, och här är Saab 39 Gripen NG den viktigast produkten med planerad produktion under flera decennier.
Ordförande är sedan 2019 Christian Clemens (tidigare VD för flygbolaget BRA) och generalsekreterare är Dag Waldenström (tidigare Saab Aircraft). Tidigare ordförande är bland andra Lars Wohlin, Mats Odell, Lena Micko (Linköping) och Niklas Nordström (Luleå).
Föreningen har kontor i Stockholm.